# Jamal Shuler
Jamal Shuler (* 11. Januar 1986 in Jacksonville, North Carolina) ist ein ehemaliger US-amerikanischer Basketballspieler. Nach dem Studium in seinem Heimatland spielte er als Profi in Europa. Zu Beginn seiner professionellen Karriere spielte Shuler zwei Jahre beim TBB Trier in der deutschen Basketball-Bundesliga, bevor er anschließend seine Karriere in der französischen LNB Pro A fortsetzte, mit einer einjährigen Unterbrechung bei Chimik Juschne in der Ukraine 2013/14. Mit JSF Nanterre gewann Shuler die EuroChallenge 2014/15 und wurde in diesem Wettbewerb als Most Valuable Player (MVP) des Finalturniers ausgezeichnet.

## Karriere
Shuler ging 2004 zum Studium an die Virginia Commonwealth University, wo er für die Hochschulmannschaft Rams in der Colonial Athletic Association (CAA) der NCAA Division I spielte. 2007 gewann man das Erstrundenspiel in der landesweiten Endrunde gegen die Blue Devils der Duke University, wobei Shuler in diesem Spiel vier von fünf Dreipunktwürfen traf. Die Qualifikation für die zweite Runde, in der man gegen die Panthers der University of Pittsburgh ausschied, bedeutete den größten Erfolg der Rams in diesem Wettbewerb seit den 1980er Jahren.
Nach seinem Studium wurde Shuler Profi in Europa und spielte von 2008 bis 2010 zwei Spielzeiten beim TBB Trier. Im Rahmenprogramm des BBL All-Star Game 2010 wurde er Sieger des Dunking-Wettbewerbs. In der Saison 2010/11 spielte er für den französischen Erstligisten Jeanne d'Arc aus Vichy in der LNB Pro A. Aufsehen erregte Shuler, als er im Januar 2011 nach einem herausragenden Spiel gegen Limoges CSP mit bis dahin 32 Punkten und sieben Rebounds sechs Sekunden vor Schluss bei einer Einpunktführung zwei Freiwürfe verwarf, die mit einem erfolgreichen Schnellangriff des Gegners bestraft wurden und die Niederlage für Vichy bedeutet hätten. In der verbleibenden Zeit warf ein Mitspieler den Ball zu Shuler, der diesen noch vor der Mittellinie in Bedrängnis abdrückend mit der Schlusssirene im Korb versenken konnte und so doch noch vom tragischen Helden zum Triumphator wurde. Die Saison endete jedoch auf einem Abstiegsplatz und Shuler bekam für die Saison 2011/12 einen Vertrag beim französischen Meister SLUC Nancy, für den er auch in der EuroLeague 2011/12 spielte, wo man in der Vorrunde ausschied. In der französischen Meisterschaft konnte man den Titel nicht verteidigen und schied früh in der ersten Play-off-Runde aus. In der folgenden Saison erlitt Shuler bereits im ersten Spiel einen Kreuzbandriss und fiel monatelang aus. Als Ersatz wurde von Nancy mit Torrell Martin ein weiterer US-Profi verpflichtet, der zuvor in der höchsten deutschen Spielklasse gespielt hatte. Shuler kam nur in weniger als der Hälfte der Saisonspiele zum Einsatz und Nancy verpasste die Teilnahme an den Play-offs. In der Abschlusstabelle hatte man als Drittletzter nur einen Sieg Vorsprung auf einen Abstiegsplatz.
Für die Saison 2013/14 erhielt Shuler dann einen Vertrag in der Basketball Superliga Ukraine bei BK Chimik aus Juschne, der im Eurocup 2013/14 erstmals in der Vereinsgeschichte auch in diesem Wettbewerb vertreten war. Auf Anhieb konnte sich die Mannschaft zusammen mit Gruppensieger Alba Berlin für die Knockout-Phase qualifizieren, in der man jedoch im Achtelfinale gegen TED Ankara Kolejliler ausschied. Zusammen mit unter anderem seinem Landsmann und Mannschaftskameraden Romeo Travis gehörte Shuler zu den wenigen US-amerikanischen Profis, die während der gewalttätigen Auseinandersetzungen in der Folge des Euromaidans im Land blieben. Trotzdem reichte es für die Mannschaft nach dem erstmaligen Erreichen der Play-off-Finalserie nur zur Vizemeisterschaft, nachdem man gegen den Titelverteidiger BK Budiwelnyk Kiew verlor. Anschließend kehrte Shuler nach Frankreich zurück und spielte für den Meister von 2013 und damaligen Pokalsieger Jeunesse sportive des Fontenelles (JSF) aus Nanterre. Für Nanterre reichte es nicht zum dritten nationalen Titelerfolg in Serie, nachdem man in der LNB Pro A 2014/15 als Hauptrundenzweiter bereits zum Auftakt der Play-offs die Viertelfinalserie gegen Shulers ehemaligen Verein SLUC Nancy verloren hatte. Stattdessen hatte die Mannschaft in der EuroChallenge 2014/15 erstmals einen internationalen Wettbewerb gewonnen, als man beim Final-Four-Turnier zunächst im Halbfinale den deutschen Vertreter Fraport Skyliners besiegte und schließlich im Finale mit einem Punkt Unterschied Gastgeber Trabzonspor. Shuler wurde beim ersten internationalen Titelerfolg des Vereins als Most Valuable Player (MVP) des Finalturniers ausgezeichnet.
Zur LNB Pro A 2015/16 wechselte Shuler zum Erstliga-Rückkehrer aus Monaco, der am französischen Ligenbetrieb teilnimmt. Die Mannschaft des finanzkräftigen Vereins war kein gewöhnlicher Aufsteiger, sondern erreichte den ersten Platz nach der Hauptrunde und besiegte in der ersten Runde der Play-offs um die Meisterschaft Shulers ehemalige Mannschaft JSF Nanterre, bevor man in der Halbfinalserie dem Rekordmeister und späteren Titelgewinner ASVEL unterlag. Es folgte die Rückkehr nach Nanterre (2017/18), 2018/19 stand er bei Hapoel Tel Aviv in Israel unter Vertrag, 2019 schloss er sich Iraklis Thessaloniki (Griechenland) an. Sein letzter Halt als Berufsbasketballspieler war Aris Thessaloniki, danach beendete er seine Laufbahn.